# Kimmswick
Kimmswick és una població dels Estats Units a l'estat de Missouri. Segons el cens del 2000 tenia 102 habitants.

## Demografia
Segons el cens del 2000, Kimmswick tenia 94 habitants, 35 habitatges, i 24 famílies. La densitat de població era de 453,7 habitants per km².
Dels 35 habitatges en un 22,9% hi vivien nens de menys de 18 anys, en un 54,3% hi vivien parelles casades, en un 17,1% dones solteres, i en un 28,6% no eren unitats familiars. En el 25,7% dels habitatges hi vivien persones soles el 14,3% de les quals corresponia a persones de 65 anys o més que vivien soles. El nombre mitjà de persones vivint en cada habitatge era de 2,69 i el nombre mitjà de persones que vivien en cada família era de 3,24.
Per edats la població es repartia de la següent manera: un 21,3% tenia menys de 18 anys, un 10,6% entre 18 i 24, un 27,7% entre 25 i 44, un 17% de 45 a 60 i un 23,4% 65 anys o més.
L'edat mediana era de 40 anys. Per cada 100 dones de 18 o més anys hi havia 80,5 homes.
La renda mediana per habitatge era de 54.688 $ i la renda mediana per família de 66.250 $. Els homes tenien una renda mediana de 44.250 $ mentre que les dones 34.375 $. La renda per capita de la població era de 23.359 $. Entorn del 3,6% de les famílies i el 7% de la població estaven per davall del llindar de pobresa.

## Poblacions més properes
El següent diagrama mostra les poblacions més properes.